# José Padilha

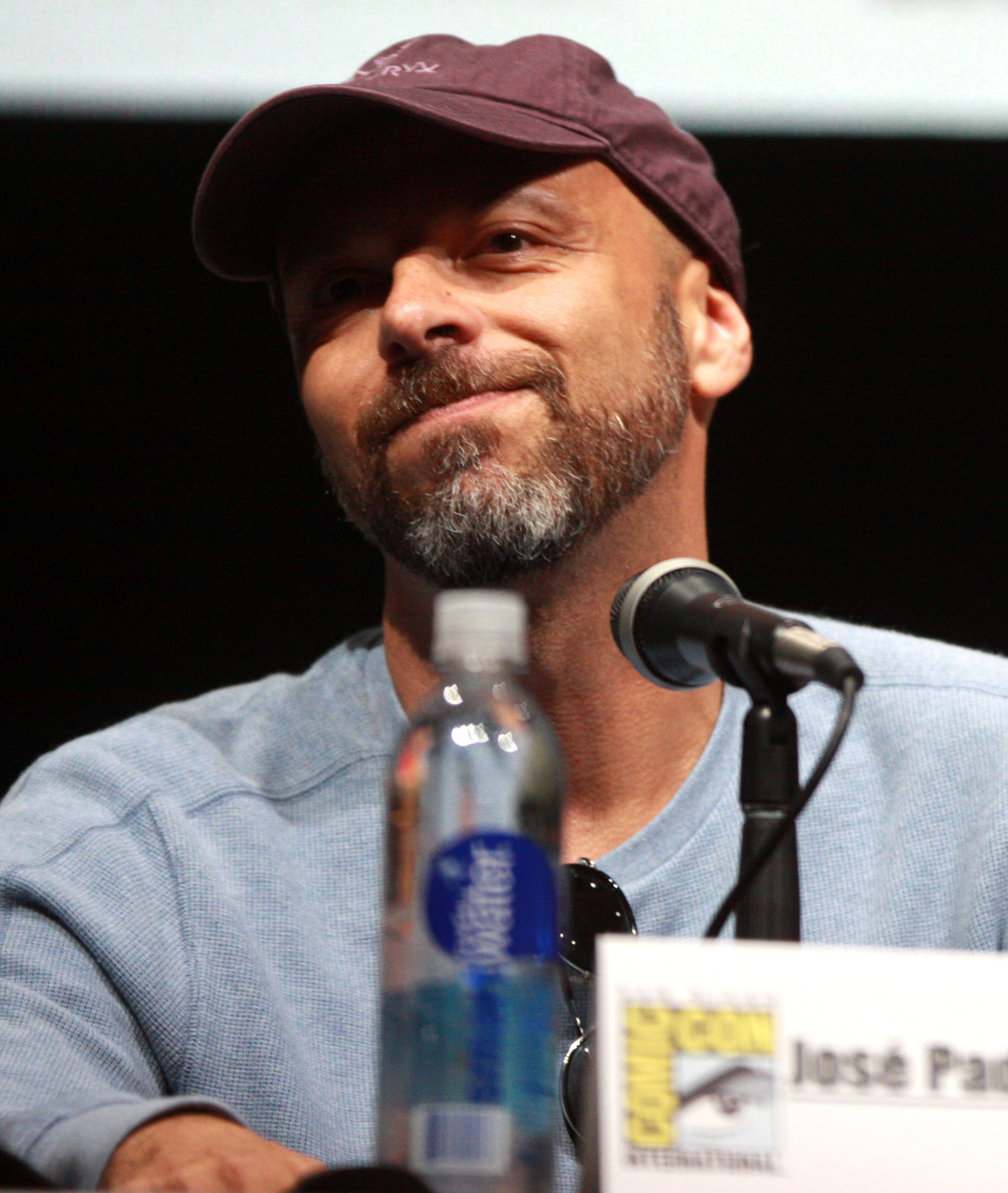
José Padilha (2013)

José Padilha (* 1. August 1967 in Rio de Janeiro) ist ein brasilianischer Regisseur, Dokumentarfilmer und Produzent. Er produzierte zahlreiche Filme und Fernsehproduktionen.
Erstmals Regie führte er 2002 im Dokumentarfilm Ônibus 174, in dem er die Geschichte der Entführung eines Linienbusses in Rio de Janeiro erzählt. Der Film beruht auf einer wahren Begebenheit vom 12. Juni 2000, bei der der Entführer sowie eine Geisel ums Leben kamen.
2007 drehte Padilha den Film Tropa de Elite, in dem er die Korruption der Polizei von Rio de Janeiro und ihren brutalen Kampf gegen die Drogenmafia thematisiert. Der Film gelangte zwei Monate vor dem offiziellen Kinostart ins Internet und wurde von rund 12 Millionen Menschen auf Schwarzkopien gesehen. Dennoch wurde der Film die erfolgreichste Kinoproduktion 2007 in Brasilien. Er gewann am 16. Februar 2008 den Goldenen Bären auf den Internationalen Filmfestspielen Berlin. Der Film war zuvor sowohl in Brasilien als auch international wegen seiner exzessiven Darstellung von Gewalt in die Kritik geraten.
2008 drehte er den Dokumentarfilm Garapa über den Hunger in Brasilien anhand des Alltags dreier Familien.
2011 stellte Padilha auf der Berlinale Tropa de Elite 2 vor, der die Handlung des ersten Teils fortsetzt. 2015 wurde die Netflix-Serie Narcos über Pablo Escobar veröffentlicht, an der Padilha als Regisseur und Produzent beteiligt ist.

## Filmografie
- 2002: Ônibus 174
- 2007: Tropa de Elite
- 2008: Garapa
- 2010: Die Yanomami – Missbrauch im Urwald (Secrets of the Tribe)
- 2010: Elite Squad – Im Sumpf der Korruption (Tropa de Elite 2: o Inimigo agora É Outro)
- 2014: RoboCop
- 2015: Narcos (Fernsehserie)
- 2018: 7 Tage in Entebbe (7 Days in Entebbe)
- seit 2018: Der Mechanismus (O Mecanismo, Fernsehserie)